# Mauvesin (Alts Pirineus)
Mauvesin (en francès Mauvezin) és un municipi francès situat al departament dels Alts Pirineus i a la regió d'Occitània.

## Demografia
| 1962                                       | 1968 | 1975 | 1982 | 1990 | 1999 | 2007 |
| ------------------------------------------ | ---- | ---- | ---- | ---- | ---- | ---- |
| 220                                        | 230  | 220  | 226  | 209  | 188  | 228  |
| Des de 1962: població sense dobles comptes |      |      |      |      |      |      |

## Administració
| Període | Identitat     | Partit |
| ------- | ------------- | ------ |
| 2001-   | André Dupouts |        |

## Història
Al seu territori hi ha el castell de Mauvesin, antiga residència dels comtes de Bigorra, i que fou possessió de Gastó Febus i d'Enric de Navarra. Sis sales presenten un museu folklòric i històric.